# 江戸相撲天明7年11月場所
江戸相撲天明7年11月場所（えどすもうてんめい7ねん11がつばしょ）は、天明7年（1787年）11月に開催された江戸相撲（大相撲の前身）の本場所。興行場所は浅草蔵前八幡。

## 幕内番付・星取表
| 東   | 東                     | 東               | 番付      | 西             | 西                  | 西               |
| 備考 | 成績                   | 力士名           | 番付      | 力士名         | 成績                | 備考             |
| ---- | ---------------------- | ---------------- | --------- | -------------- | ------------------- | ---------------- |
|      | 7勝1分2休              | 鷲ヶ濱音右エ門   | 大関      | 九紋龍清吉     | 2勝8休              | 新大関（第71代） |
|      | 7勝1敗2休              | 小野川喜三郎     | 関脇      | 谷風梶之助     | 6勝1敗1分1預1休     |                  |
|      | 5勝1預4休              | 鬼面山谷五郎     | 小結      | 柏戸勘太夫     | 全休                |                  |
|      | 全休                   | 苫ヶ嶋浦右エ門   | 前頭筆頭  | 沖津風梶右エ門 | 全休                |                  |
|      | 4勝1敗2分2無勝負1休    | 筆ノ海金右エ門   | 前頭2枚目 | 出羽関庄兵衛   | 6敗4休              |                  |
|      | 1勝2敗1分1預1無勝負4休 | 八ツヶ峰住右エ門 | 前頭3枚目 | 三國山兵太夫   | 3勝2敗1無勝負4休    |                  |
|      | 全休                   | 出水川林右エ門   | 前頭4枚目 | 関ノ戸八郎治   | 全休                |                  |
|      | 4勝2敗3分1預           | 簑島権右エ門     | 前頭5枚目 | 出羽ノ海金蔵   | 2勝3敗2分1無勝負2休 |                  |

## 備考
- この時代の江戸相撲においては優勝力士という概念は存在していないが、後に定められた優勝制度を遡って準用することができる。本場所においては、鷲ヶ濱が優勝相当となる。